# サイカンゲームズ
株式会社CykanGames（さいかんげーむず、CykanGames Co.,LTD.）はかつて存在したオンラインゲームの開発・運営サービスを行う企業である。本社は東京都千代田区であった。
しかしながら、親会社であるコムシード株式会社の意向により事業整理対象となり、2009年3月解散。

## 沿革
- 2007年4月 コムシード株式会社の100%子会社として設立。コムシード株式会社 オンラインゲーム事業部の機能を移転。
- 2007年9月 東京ゲームショウ2007にブースを出展
- 2008年3月 コムシード株式会社の事業整理対象となり事業活動を停止
- 2008年4月 ペーパーマンのほぼすべての権利を株式会社ゲームポットへ譲渡すると発表
- 2008年5月 コムシード株式会社のIRにて丹波利隆取締役退任と、サイカンゲームズコリア役員の異動を発表
- 2008年8月 ウェブサイトが閉鎖され、コムシード株式会社のオンラインゲーム事業のページへリダイレクトされるようになる。
- 2008年12月19日 2009年3月でのサイカンゲームズの解散が、コムシード株式会社の取締役会で決議される[1]。
- 2009年3月 清算結了、解散。
- 2009年5月13日 清算結了、解散したことがコムシード株式会社より公表される[2]。

## 事業内容
- オンラインゲームの開発・運営サービス

## 提供中のゲームタイトル
(2008年5月現在)
なし

## サービス終了したゲームタイトル
- Paperman／ペーパーマン (現運営：ゲームポット)
  - ジャンル：オンラインファーストパーソン・シューティングゲーム。
  - 2008年3月31日、オープンβ終了、同社オンラインゲーム事業の整理を発表。サービス再開は未定。
  - 2008年4月28日、同タイトルにおける韓国での配信を除く全権を株式会社ゲームポットへ譲渡することを発表した[3]。
  - 2008年12月4日、負荷テストとしてプレオープンβ開始
  - 2008年12月11日、オープンβ開始

## リンク
- 株式会社サイカンゲームズ
- コムシード株式会社
- コムシード株式会社 オンラインゲーム事業

### オンラインゲーム公式サイト
- Paperman／ペーパーマン